# Mohr (Familienname)
Mohr ist ein deutscher Familienname.

## Namensträger

### A
- Adam Bernhard Mohr (1809–1849), deutscher Anatom und Pathologe, siehe Bernhard Mohr (Mediziner)
- Adolf Mohr, eigentlicher Name von Dolf Mohr (um 1815–1851), deutscher Räuber
- Adolf Mohr (Komponist) (1841–nach 1905), deutscher Komponist, Kapellmeister und Textdichter
- Adolf Mohr (1877–1940), deutscher Unternehmer, siehe Polar-Mohr
- Adolf Mohr (Bogenschütze) (* 1965), deutscher Bogenschütze
- Adrian Mohr (Schriftsteller) (1881–1959), deutscher Jurist und Schriftsteller
- Adrian Mohr (Politiker) (* 1974), deutscher Politiker (CDU)
- Albert Mohr (Kaufmann) († 1906), deutscher Kaufmann und Unternehmensgründer
- Albert Mohr (Maler) (1918–2001), US-amerikanischer Maler
- Albert Mohr (Skilangläufer) (1929–2005), deutscher Skilangläufer
- Albert Richard Mohr (1911–1992), deutscher Musik- und Theaterwissenschaftler
- Alexander Mohr (1892–1974), deutscher Maler
- Alfred Mohr (Unternehmer) († 1964), deutscher Unternehmer
- Alfred Mohr (Radsportler) (1913–??), österreichischer Radsportler
- Andrea Mohr (* 1963), deutsche Schriftstellerin
- Andreas Mohr (* 1969), deutscher Augenarzt und Verbandsfunktionär
- Anja Mohr (Kunstpädagogin) (* 1967), deutsche Kunstpädagogin und Hochschullehrerin
- Anja Mohr (Autorin) (* 1968), deutsche Fachbuchautorin
- Anja Mohr (Musikerin), deutsche Pianistin, Sängerin und Komponistin
- Anna Mohr (* 1911), deutsche Diplomingenieurin und Richterin am Bundespatentgericht
- Anne-Marie Backer Mohr (1928–2005), norwegische Keramikerin
- Arno Mohr (1910–2001), deutscher Maler und Grafiker
- August Mohr (1890–1950), deutscher Dichter

### B
- Bärbel Mohr (1964–2010), deutsche Autorin
- Beate Mohr (* 1963), deutsche Künstlerin und Hochschullehrerin
- Bernd Mohr (* 1960), deutscher Informatiker
- Bernhard Mohr (Mediziner) (1809–1849), deutscher Pathologe, Anatom und Hochschullehrer
- Bernhard Mohr (Chemiker) (1853–??), deutscher Chemiker
- Bertha Mohr (1851–1906), österreichisch-deutsche Lehrerin, Schauspielerin und Schriftstellerin
- Bettina Mohr (* 1959), deutsche Malerin
- Bjarne Lous Mohr (1901–1986), norwegischer Architekt
- Bjart Faye Mohr (* 1925), norwegischer Architekt
- Brita von Götz-Mohr (* 1950), deutsche Kunsthistorikerin
- Burkhard Mohr (Komponist) (* 1955), deutscher Organist und Komponist moderner Klassik
- Burkhard Mohr (* 1959), deutscher Karikaturist und Maler

### C
- Carl Mohr (Apotheker) (um 1776–1841), deutscher Apotheker
- Carl Mohr (Schauspieler) (1798–1859), deutscher Schauspieler und Übersetzer
- Carl Mohr (1878–1958), deutscher Architekt, siehe Mohr & Weidner #Carl Mohr
- Carl Friedrich Gottfried Mohr (1803–1888), deutscher Politiker
- Carline Mohr (* 1984), deutsche Journalistin, Autorin und Social Media Expertin
- Charles Theodore Mohr (1824–1901), deutscher Botaniker und Apotheker
- Christian Mohr (Bildhauer) (1823–1888), deutscher Bildhauer
- Christian Mohr (SS-Mitglied) (1914–1947), deutscher SS-Unterscharführer
- Christian Mohr (Badminton) (* 1973), deutscher Badmintonspieler
- Christian Mohr (Footballspieler) (* 1980), deutscher American-Football-Spieler
- Christian Otto Mohr (1835–1918), deutscher Ingenieur
- Christina Teuthorn-Mohr (* 1975), deutsche Moderatorin und Journalistin
- Christoph Mohr (1945–2019), deutscher Denkmalpfleger
- Claudia Mohr (* 1982), Aerosolchemikerin und Hochschullehrerin

### D
- Daniel Mohr (Maler) (* 1976), deutscher Maler
- Daniel Mohr (Journalist) (* 1978), deutscher Journalist
- Daniel Matthias Heinrich Mohr (1780–1808), deutscher Naturforscher
- Detlev Mohr (* 1954), deutscher Wasserretter
- Dirk Gunther Mohr (* 1981), niederländischer Schauspieler, Drehbuchautor und Filmproduzent
- Dolf Mohr (Adolf Mohr; um 1815–1851), deutscher Räuber

### E
- Eduard Mohr (Schriftsteller) (1808–1892), deutscher Dramatiker
- Eduard Mohr (Afrikaforscher) (1828–1876), deutscher Afrikaforscher
- Eduard Mohr (Segler) (1902–1984), deutscher Segler
- Egon Mohr (1924–1980), deutscher Schauspieler
- Elmar Mohr (* 1954), deutscher Veterinärmediziner und Hochschullehrer
- Emil Mohr (1837–1873), deutscher Chemiker
- Erich Mohr (1895–1960), Lehrer, Person der deutschen Jugendbewegung
- Erna Mohr (1894–1968), deutsche Zoologin
- Ernst Mohr (Verleger) (1811–1890), deutscher Verleger
- Ernst Mohr (Chemiker) (1873–1926), deutscher Chemiker
- Ernst Mohr (Turner) (1877–1916), deutscher Turner
- Ernst Mohr (Pfarrer) (1895–1974), deutscher Pfarrer
- Ernst Mohr (Musikwissenschaftler) (Ernst Werner Mohr; 1902–1985), Schweizer Musikwissenschaftler
- Ernst Mohr (Raketenkonstrukteur), deutscher Raketenkonstrukteur und Hochschullehrer
- Ernst Mohr (Wirtschaftswissenschaftler) (* 1955), deutscher Wirtschaftswissenschaftler und Hochschullehrer
- Ernst-Günther Mohr (1904–1991), deutscher Diplomat
- Ernst Jakob Mohr (auch Ernst-Jakob Mohr; 1929–2015), deutscher Genealoge
- Ernst Max Mohr (1910–1989), deutscher Mathematiker
- Erwin Mohr (* 1947), österreichischer Politiker, Autor und Vortragender
- Elsa Johanna Mohr (* 1990), deutsche Sängerin und Songwriterin
- Eugen Mohr (1839–1898), deutscher Baubeamter

### F
- Felix J. Mohr (* 1996), deutscher Dramatiker und Theaterregisseur
- Florian Mohr (Fußballspieler) (* 1984), deutscher Fußballspieler
- Florian Mohr (Handballspieler) (* 1998), österreichischer Handballspieler
- Franz Mohr (Maler) (1877–1943), deutscher Maler und Dichter
- Franz Mohr (Konzerttechniker) (1927–2022), deutsch-amerikanischer Klaviertechniker
- Franz Wilhelm Mohr von Waldt († 1643), deutscher Feldmarschallleutnant
- Friedrich Mohr (1806–1879), deutscher Chemiker, siehe Karl Friedrich Mohr
- Friedrich Mohr (Bauingenieur) (um 1874–??), deutscher Bauingenieur und Baubeamter
- Friedrich Wilhelm Mohr (Sinologe) (1881–1936), deutscher Jurist, Sinologe und Publizist
- Friedrich Wilhelm Mohr (Mediziner) (auch Friedrich-Wilhelm Mohr; * 1951), deutscher Herzchirurg
- Fritz Mohr (Mediziner, 1874) (1874–1957), deutscher Neurologe und Psychiater
- Fritz Mohr (Mediziner, † 1968) (?–1968), deutscher Kieferchirurg
- Fritz Mohr (Ingenieur) (1901–um 1969), deutscher Bergbauingenieur und Hochschullehrer
- Fritz Mohr (Schauspieler) (1919–1992), deutscher Schauspieler
- Fritz Mohr (Politiker) (1924–2008), deutscher Politiker (CDU), MdL Rheinland-Pfalz

### G
- Georg Mohr (Mathematiker) (1640–1697), dänischer Mathematiker
- Georg Mohr (Schriftsteller) (1870–1928), deutscher Schriftsteller
- Georg Mohr (Filmproduzent) (1902–1971), deutscher Filmproduktionsleiter
- Georg Mohr (Philosoph) (* 1956), deutscher Philosoph und Hochschullehrer
- Georg Mohr (Schachspieler) (* 1965), slowenischer Schachspieler und -trainer
- Georg Friedrich Mohr (1692–1774), deutscher Mediziner
- Gerald Mohr (1914–1968), US-amerikanischer Schauspieler und Hörfunksprecher
- Gerd Heinz-Mohr (1913–1989), evangelischer Theologe, Kunsthistoriker und Publizist
- Gerhard Mohr (1901–1979), deutscher Musiklehrer, Komponist und Arrangeur
- Günter Mohr (* 1950), deutscher Karateka und Kampfsporttrainer
- Günther Mohr (* 1956), deutscher Volkswirt, Psychologe und Autor
- Gustav Mohr (1839–1909), deutscher Chemiker und Gaswerksdirektor
- Gustav Mohr (Heimatforscher) (1879–nach 1951), deutscher Lehrer und Heimatforscher

### H
- Hal Mohr (1894–1974), US-amerikanischer Kameramann
- Hannes Mohr (1882–1967), österreichischer Geologe und Mineraloge
- Hans Mohr (1930–2016), deutscher Biologe
- Hans Mohr (Architekt) (1935–2018), deutscher Architekt
- Hans-Jürgen Mohr (Mediziner) (1922–1982), deutscher Pathologe
- Hans-Jürgen Mohr (Jurist) (* 1938), deutscher Jurist und Manager
- Harry Mohr (1951–2014), deutscher Maler, Grafiker und Plastiker
- Hartmut Mohr (* 1945), deutscher Jurist und Hochschullehrer
- Heidi Mohr (1967–2019), deutsche Fußballspielerin
- Heidrun Mohr-Mayer (1941–2014), deutsche Managerin
- Heinrich Mohr (Wunderheiler) (1798–1884), deutscher Schäfer und Wunderheiler
- Heinrich Mohr (Geistlicher) (1874–1951), deutscher Geistlicher und Schriftsteller
- Heinrich Mohr (Germanist) (1938–2017), deutscher Literaturwissenschaftler
- Heinz Mohr (1909–1997/1998), deutscher Fabrikant und Verbandsfunktionär
- Helmut Mohr (* 1933), deutscher Maler
- Helmut Mohr (1950–2021), deutscher Unternehmer, siehe Jomos
- Herbert Mohr (* 1988), deutscher Physiotherapeut und Politiker (AfD)
- Herbert Mohr-Mayer (* 1933), deutscher Unternehmer, siehe Victor Mayer
- Hermann Mohr (Komponist) (1830–1896), deutscher Musiker und Komponist
- Hermann Mohr (Industrieller) (1846–1902), deutscher Industrieller
- Hermann Mohr (Architekt, 1877) (1877–nach 1961), deutscher Architekt (Köln)
- Hermann Mohr (Architekt, 1883) (Hermann Albert Mohr; 1883–nach 1935), deutscher Architekt (Berlin)
- Herta Mohr (1914–1945), österreichische jüdische Ägyptologin
- Horst Mohr (* 1920), deutscher Politiker (NDPD)
- Hubert Mohr (1914–2011), deutscher Pallottiner und Historiker
- Hugo Müller-Mohr (1863–nach 1911), deutscher Maler
- Hugo Lous Mohr (1889–1970), norwegischer Maler

### J
- Jacob Christian Benjamin Mohr (1778–1854), deutscher Buchhändler und Verleger
- Jakob Mohr (1884–nach 1935), deutscher Gärtner und Künstler
- Jan Mohr (1921–2009), norwegisch-dänischer Arzt und Genetiker
- Jay Mohr (* 1970), US-amerikanischer Schauspieler und Komiker
- Jean Mohr (1925–2018), Schweizer Dokumentarfotograf
- Jenna Mohr (* 1987), deutsche Skispringerin
- Jochen Mohr (* 1969), deutscher Rechtswissenschaftler und Hochschullehrer
- Johan Maurits Mohr (1716–1775), deutsch-niederländischer Missionar und Astronom
- Johann Mohr (Marineoffizier) (1916–1943), deutscher Marineoffizier
- Johann Mohr von Leun (um 1445–1519), deutscher Politiker und Hofrichter
- Johann Adam Mohr (Bauer) (1788–1841), deutscher Bauer und Gastwirt
- Johann Adam Mohr (Politiker) (1896–1982), deutscher Politiker (NSDAP) und SA-Führer
- Johann Friedrich von Mohr (1765–1847), österreichischer General
- Johann Georg Mohr (Bildhauer) (1656–1726), österreichischer Bildhauer
- Johann Georg Mohr (Maler) (1864–1943), deutscher Maler
- Johann Jakob Mohr (1824–1886), deutscher Aphoristiker und Erzähler
- Johann Melchior Mohr (1762–1846), Schweizer Geistlicher und Politiker
- Johann Paul Mohr (1808–1843), deutsch-dänischer Maler
- Jonas Mohr (* 1984), deutscher DJ und Musikproduzent
- Josef Mohr (Politiker) (1872–1947), deutscher Politiker (Zentrum)
- Joseph Mohr (1792–1848), österreichischer Priester und Dichter
- Joseph Mohr (Astronom), deutscher Physiker, Astronom und Hochschullehrer
- Joseph Mohr von Zernez (1577–1635), Schweizer Geistlicher, Bischof von Chur
- Joseph Hermann Mohr (1834–1892), deutscher Kirchenliedkomponist und Texter
- Jost Mohr (1783–1852), Schweizer Architekturzeichner und Förster
- Julie Mohr (1856–1923), norwegische Frauenrechtlerin
- Julius Mohr († 1967), deutscher Tiergroßhändler
- Jürgen Mohr (* 1958), deutscher Fußballspieler

### K
- Karl Mohr (Politiker, 1769) (1769–1842), deutscher Pfarrer und Politiker, MdL Hessen
- Karl Mohr (Verleger) (1817–1897), deutscher Verleger
- Karl Mohr (Politiker, 1820) (1820–1885), deutscher Landwirt und Politiker (DFP), MdR
- Karl Mohr (Fabrikant) (1834–1901), deutscher Mineraldüngerfabrikant
- Karl Mohr (Politiker, 1849) (1849–1931), deutscher Landrat
- Karl Mohr (Jurist) (1902–1981), deutscher Verwaltungsjurist
- Karl Mohr (Fußballspieler) (* 1913), deutscher Fußballspieler
- Karl Mohr (Maler) (1922–2013), deutscher Maler
- Karl Friedrich Mohr (1806–1879), deutscher Chemiker
- Karl-Heinz Mohr (Entomologe) (1925–1989), deutscher Entomologe
- Karl-Heinz Mohr (Fußballspieler) (* 1928), deutscher Fußballspieler
- Karl Lennart Mohr (* 1991), deutscher Fußballspieler
- Kaspar Mohr (1575–1625), deutscher Prior und Erfinder
- Klaus Mohr (Boulespieler) (* 1947), deutscher Boulespieler
- Klaus Mohr (Mediziner) (1953–2022), deutscher Pharmakologe und Hochschullehrer
- Klaus Mohr (Politiker) (* 1965), deutscher Politiker (SPD)
- Konrad Mohr (1921–2010), deutscher Pädagoge, Hochschullehrer und Politiker (CDU)
- Kurt Mohr (Maler) (1886–1973), deutscher Maler und Kunstlehrer
- Kurt Mohr (Geologe) (1926–2017), deutscher Geologe

### L
- Lambert Mohr (1930–2009), deutscher Unternehmer und Politiker (CDU)
- Laura Mohr (Pseudonyme Leonhard Marholm, Laura Marholm; 1854–1928), dänisch-russische Schriftstellerin, Übersetzerin und Publizistin
- Leo Mohr (1874–1918), deutscher Mediziner
- Leonhard Mohr (1771/1772–1819), deutscher Zuckerrübenfabrikant
- Lina Rabea Mohr (* 1985), deutsche Schauspielerin
- Lothar Friedrich Mohr von Wald (1659–1713), deutscher Geistlicher, Domherr in Speyer
- Ludwig Mohr (1833–1900), deutscher Schriftsteller und Heimatforscher
- Ludwig August Mohr (1795–1833), deutscher Senffabrikant und Gastwirt
- Ludwig Weyprecht Mohr (1759–1836), deutscher Bankier
- Lutz Mohr (* 1944), deutscher Historiker und Publizist

### M
- Malte Mohr (* 1986), deutscher Stabhochspringer
- Manfred Mohr (Rennfahrer) (* 1937), deutscher Automobilrennfahrer
- Manfred Mohr (Künstler) (* 1938), deutscher Digitalkünstler
- Manfred Mohr (Rechtswissenschaftler) (* 1948), deutscher Rechtswissenschaftler und Hochschullehrer
- Manfred Mohr (Autor) (* 1961), deutscher Chemiker, Coach und Autor
- Margit Mohr (* 1949), deutsche Politikerin (SPD)
- Maria Mohr (* 1974), deutsche Filmemacherin und Hochschullehrerin
- Marie Mohr (* 1850), deutsche Schriftstellerin und Übersetzerin
- Marie Lous Mohr (1892–1973), norwegische Pädagogin und Pazifistin
- Martin Mohr (1788–1865), deutscher Politiker
- Martin Mohr (Journalist) (1867–1927), deutscher Journalist und Zeitungswissenschaftler
- Max Mohr (General) (1884–1966), deutscher General
- Max Mohr (Schriftsteller) (1891–1937), deutscher Arzt, Dramatiker und Erzähler
- Max Mohr (Künstler) (* 1962), deutscher bildender Künstler und Musiker
- Maximilian von Mohr (1588–1659), tirolerischer Politiker und Diplomat
- Michael Mohr (Architekt) (1682–1732), deutscher Architekt
- Michael Mohr (Gutsbesitzer) (1832–1905), deutscher Gutsbesitzer
- Michael Mohr, Pseudonym von Günter Karweina (* 1922), deutscher Schriftsteller und Journalist
- Michael Mohr (Maler, 1952) (* 1952), deutscher Maler
- Michael Mohr (Stuntman) (* 1957), deutscher Stuntman
- Michael Mohr (Radsportler), deutscher Radsportler
- Michael Mohr (Maler, 1964) (* 1964), deutscher Maler
- Michel Mohr (Heimatforscher) (1915–nach 1991), deutscher Heimatforscher und Lyriker
- Michel Mohr (Theologe), Schweizer Theologe und Hochschullehrer
- Milton E. Mohr (1915–2000), amerikanischer Erfinder und Manager
- Moritz Mohr (* 1981), deutscher Filmregisseur
- Muriel Mohr (* 2006), deutsche Freestyle-Skierin

### N
- Nicolas Mohr (* 1996), österreichischer Fußballspieler
- Nikolai Mohr (* 1987), deutscher Schauspieler

### O
- Oliver Mohr (* 1992), österreichischer Fußballspieler
- Øssur Mohr (* 1961), färöischer Maler
- Otto Mohr (1835–1918), deutscher Ingenieur und Baustatiker, siehe Christian Otto Mohr
- Otto Mohr (Chemiker) (Otto August Mohr; 1871–??), deutscher Chemiker und Pharmazeut
- Otto Mohr (Ingenieur, 1908) (1908–1981), deutscher Elektroingenieur und Hochschullehrer
- Otto Carl Mohr (1883–1970), dänischer Jurist und Diplomat
- Otto Lous Mohr (1886–1967), norwegischer Genetiker und Wissenschaftspolitiker

### P
- Patrick Mohr (Tennisspieler) (* 1971), Schweizer Tennisspieler
- Patrick Mohr (* 1980), deutscher Modedesigner
- Patrik Mohr (* 1965), deutscher Fußballspieler
- Paul Mohr (Pädagoge) (1851–1939), deutscher Pädagoge
- Paul Mohr (Wirtschaftswissenschaftler) (Kurt Johannes Paul Mohr; 1871–??), deutscher Wirtschaftswissenschaftler
- Paul Mohr (Politiker) (1936–2022), deutscher Politiker (CDU)
- Paul Mohr (Autor), deutscher Therapeut und Autor
- Paul A. Mohr,  Geologe und Hochschullehrer
- Peter Mohr (Schriftsteller, 1777) (1777–1822), deutscher Schriftsteller und Dichter
- Peter Mohr, Pseudonym von Franz Richard Behrens (1895–1977), deutscher Dichter und Journalist
- Peter Mohr (Schriftsteller, 1944) (1944–2009), deutscher Schriftsteller und Hörspielautor
- Peter Mohr (Journalist) (* 1960), deutscher Germanist und Journalist
- Peter Mohr (Pädagoge) (* 1964), deutscher Kommunikationstrainer und Autor
- Peter Mohr (Ökonom) (Peter N. C. Mohr; * 1981), deutscher Ökonom
- Peter Ludwig Mohr (1790–1872), deutscher Geschäftsmann und Politiker
- Pia Mohr (* 2002), deutsche Volleyballspielerin
- Pierre Mohr (* 2007), österreichischer Fußballspieler

### R
- Reinhard Mohr (* 1955), deutscher Journalist und Autor
- Reinhold Mohr (1882–1978), deutscher Architekt
- Richard Mohr (Architekt) (1874–nach 1929), deutscher Architekt
- Richard Mohr (Fechter) (Richard Frédéric Mohr; 1879–1918), französischer Fechter
- Richard Mohr (Mathematiker) (Richard Daniel Mohr; * 1947), deutscher Mathematiker und Hochschullehrer
- Richard Mohr (Philosoph) (Richard Drake Mohr; * 1950), US-amerikanischer Philosoph und Hochschullehrer
- Rita Mohr-Lüllmann (* 1957), deutsche Politikerin (CDU)
- Robert Mohr (Polizist) (1897–1977), deutscher Polizist und Gestapo-Beamter
- Robert Mohr (SS-Mitglied) (1909–1989), deutscher SS-Obersturmbannführer
- Robert Mohr (Rugbyspieler) (* 1978), deutscher Rugby-Union-Spieler und -Funktionär
- Rolf Mohr (* 1944), deutscher Unternehmer
- Rudolf Mohr (Ingenieur) (Rudolf Mohr-Meyer von Schauensee; 1837/1838–1913), Schweizer Ingenieur und Offizier
- Rudolf Mohr (General) (1861–1943), deutscher Generalmajor
- Rudolf Mohr (Unternehmer) (1913–1974), deutscher Ingenieur und Unternehmer
- Rudolf Mohr (Theologe) (1933–2013), deutscher Theologe und Kirchenhistoriker

### S
- Sepp Mohr (Josef Mohr; 1899–1981), deutscher Lehrer, Maler und Holzschneider
- Sigmund Mohr (1783–1860), deutscher Jurist und Politiker, MdL Baden
- Silvio Mohr (1882–1965), österreichischer Architekt
- Stefan Mohr (* 1967), deutscher Schachspieler
- Steffen Mohr (1942–2018), deutscher Schriftsteller
- Stephanie Mohr (* 1972), österreichische Theaterregisseurin

### T
- Theodor von Mohr (1794–1854), Schweizer Historiker, Anwalt und Politiker
- Theodor Mohr (Musiker) (1826–1903), deutscher Chorleiter und Komponist
- Thomas Mohr (* 1961), deutscher Sänger (Tenor) und Gesangsprofessor
- Thomas Mohr (Übersetzer) (* 1965), deutscher Übersetzer
- Tillmann Mohr (* 1940), deutscher Meteorologe
- Tobias Mohr (* 1995), deutscher Fußballspieler
- Tove Mohr (1891–1981), norwegische Ärztin und Frauenrechtlerin
- Trude Mohr (1902–1989), deutsche Jugendführerin

### U
- Ulrich Mohr (Mediziner) (1931–2022), deutscher Pathologe und Hochschullehrer
- Ulrich Mohr (Physiker) (* 1935), deutscher Physiker
- Ulrike Mohr (* 1970), deutsche Malerin

### V
- Valentin Mohr (1560–1608), deutscher Benediktiner, Weihbischof in Erfurt
- Verena Formen-Mohr, deutsche Filmemacherin
- Victor Mohr (1925–2016), deutscher Jurist und Vereinsfunktionär
- Vinzenz Mohr (1475–1525), deutscher Benediktiner, Abt in Trier

### W
- Walter Mohr (Chemiker) (1894–1962), deutscher Chemiker und Milchwissenschaftler
- Walter Mohr (Politiker) (1902–??), deutscher Politiker (SPD), MdHB
- Walter Mohr (Ingenieur) (1908–2003), deutscher Ingenieur und Industriemanager
- Walter Mohr (Historiker) (1910–2001), deutscher Historiker
- Walter Mohr (Widerstandskämpfer) (1913–1944), deutscher Widerstandskämpfer
- Walther Bever-Mohr (1901–1955), deutscher Filmemacher und Verbandsfunktionär
- Werner Mohr (Jurist) (1903–1972), deutscher Jurist und Politiker (NSDAP)
- Werner Mohr (Mediziner) (1910–1993), deutscher Tropenmediziner und Hochschullehrer
- Wilhelm Mohr (Journalist) (1838–1888), deutscher Journalist
- Wilhelm Mohr (Pädagoge) (1852–1934), deutscher Pädagoge
- Wilhelm Mohr (Architekt) (1882–1948), deutscher Architekt
- Wilhelm Mohr (Politiker) (1885–1969), deutscher Politiker (CDU)
- Wilhelm Mohr (Komponist) (1904–1989), deutscher Komponist und Organist
- Wilhelm Mohr (Schriftsteller) (1912–2000), deutscher Schriftsteller
- Wolfgang Mohr (Abt) (1666–1725), deutscher Geistlicher
- Wolfgang Mohr (Sinologe) (1903–1979), deutscher Sinologe und Ingenieur
- Wolfgang Mohr (Germanist) (1907–1991), deutscher Mediävist
- Wolfgang Mohr (Leichtathlet) (* 1952), deutscher Stabhochspringer